# Risto Mätas
Risto Mätas (ur. 30 kwietnia 1984 w Pärsti) – estoński lekkoatleta specjalizujący się w rzucie oszczepem.
W 2003 zajął odległe miejsce w finale mistrzostw Europy juniorów. Nie udało mu się wywalczyć awansu do finału podczas uniwersjady w Izmirze (2005) i mistrzostw Europy w Göteborgu (2006). Szósty zawodnik uniwersjady z 2007 roku. Medalista mistrzostw Estonii oraz reprezentant kraju w pucharze Europy, zimowym pucharze w rzutach i drużynowym czempionacie Starego Kontynentu.
Rekord życiowy: 83,48 (31 sierpnia 2013, Kohila).

## Osiągnięcia
| Rok  | Impreza                               | Miejsce               | Lokata            | Wynik |
| ---- | ------------------------------------- | --------------------- | ----------------- | ----- |
| 2003 | Mistrzostwa Europy juniorów           | Tampere               | 12. miejsce       | 61,18 |
| 2005 | Uniwersjada                           | Izmir                 | el. – 14. miejsce | 70,52 |
| 2006 | Zimowy puchar Europy w rzutach        | Tel Awiw-Jafa         | 12. miejsce       | 71,77 |
| 2006 | I liga pucharu Europy                 | Praga                 | 4. miejsce        | 75,39 |
| 2006 | Mistrzostwa Europy                    | Göteborg              | el. – 19. miejsce | 74,58 |
| 2007 | Zimowy puchar Europy w rzutach        | Jałta                 | 4. miejsce        | 69,05 |
| 2007 | Uniwersjada                           | Bangkok               | 6. miejsce        | 77,29 |
| 2008 | II liga pucharu Europy                | Tallinn               | 2. miejsce        | 75,45 |
| 2011 | II liga drużynowych mistrzostw Europy | Nowy Sad              | 1. miejsce        | 79,55 |
| 2011 | Uniwersjada                           | Shenzhen              | 4. miejsce        | 78,99 |
| 2012 | Zimowy puchar Europy w rzutach        | Bar                   | 3. miejsce        | 78,74 |
| 2012 | Mistrzostwa Europy                    | Helsinki              | 10. miejsce       | 75,85 |
| 2012 | Igrzyska olimpijskie                  | Londyn                | el. – 21. miejsce | 78,56 |
| 2013 | Zimowy puchar Europy w rzutach        | Castellón de la Plana | 3. miejsce        | 79,10 |
| 2013 | I liga drużynowych mistrzostw Europy  | Dublin                | 3. miejsce        | 76,49 |
| 2013 | Mistrzostwa świata                    | Moskwa                | 8. miejsce        | 80,03 |
| 2014 | Zimowy puchar Europy w rzutach        | Leiria                | 3. miejsce        | 80,58 |
| 2014 | Mistrzostwa Europy                    | Zurych                | 6. miejsce        | 80,73 |
| 2015 | Zimowy puchar Europy w rzutach        | Leiria                | 8. miejsce        | 74,07 |
| 2015 | Mistrzostwa świata                    | Pekin                 | 12. miejsce       | 76,79 |
| 2016 | Mistrzostwa Europy                    | Amsterdam             | 4. miejsce        | 82,03 |
| 2016 | Igrzyska olimpijskie                  | Rio de Janeiro        | el. – 22. miejsce | 79,40 |